# Col de Cenise
Ne doit pas être confondu avec Col de Cerise.
Le col de Cenise ou plateau de Cenise est un col de France situé en Haute-Savoie, dans le massif des Bornes.

## Géographie
Le col de Cenise se trouve entre les rochers de Leschaux à l'ouest et la chaîne du Bargy au sud-est, notamment la pointe Blanche. Le col topographique s'élève à 1 705 mètres d'altitude au pied des rochers de Leschaux à l'ouest, sur le territoire communal de Glières-Val-de-Borne, tandis que les panneaux indiquant le col se trouvent à un autre col peu marqué à 1 724 mètres d'altitude situé à 500 mètres à l'est, sur la ligne de crête descendant de l'arête de Chevry au sud en direction des gorges du Bronze au nord, à la limite communale entre Glières-Val-de-Borne et Mont-Saxonnex.
Le col se trouve à la croisée de plusieurs sentiers de randonnée qui permettent de rejoindre au sud-ouest le Petit-Bornand-les-Glières, au nord-ouest le col de Solaison via les rochers de Leschaux, au nord-est Mont-Saxonnex, au sud le pic de Jallouvre et le col de la Colombière via le col du Rasoir ou encore le lac de Lessy via le col de Sosay. En hiver, lorsqu'il est enneigé, il est utilisé comme altisurface,.
Le col correspond à un synclinal entre l'anticlinal du Bargy au sud-est et celui de Leschaux au nord-ouest.

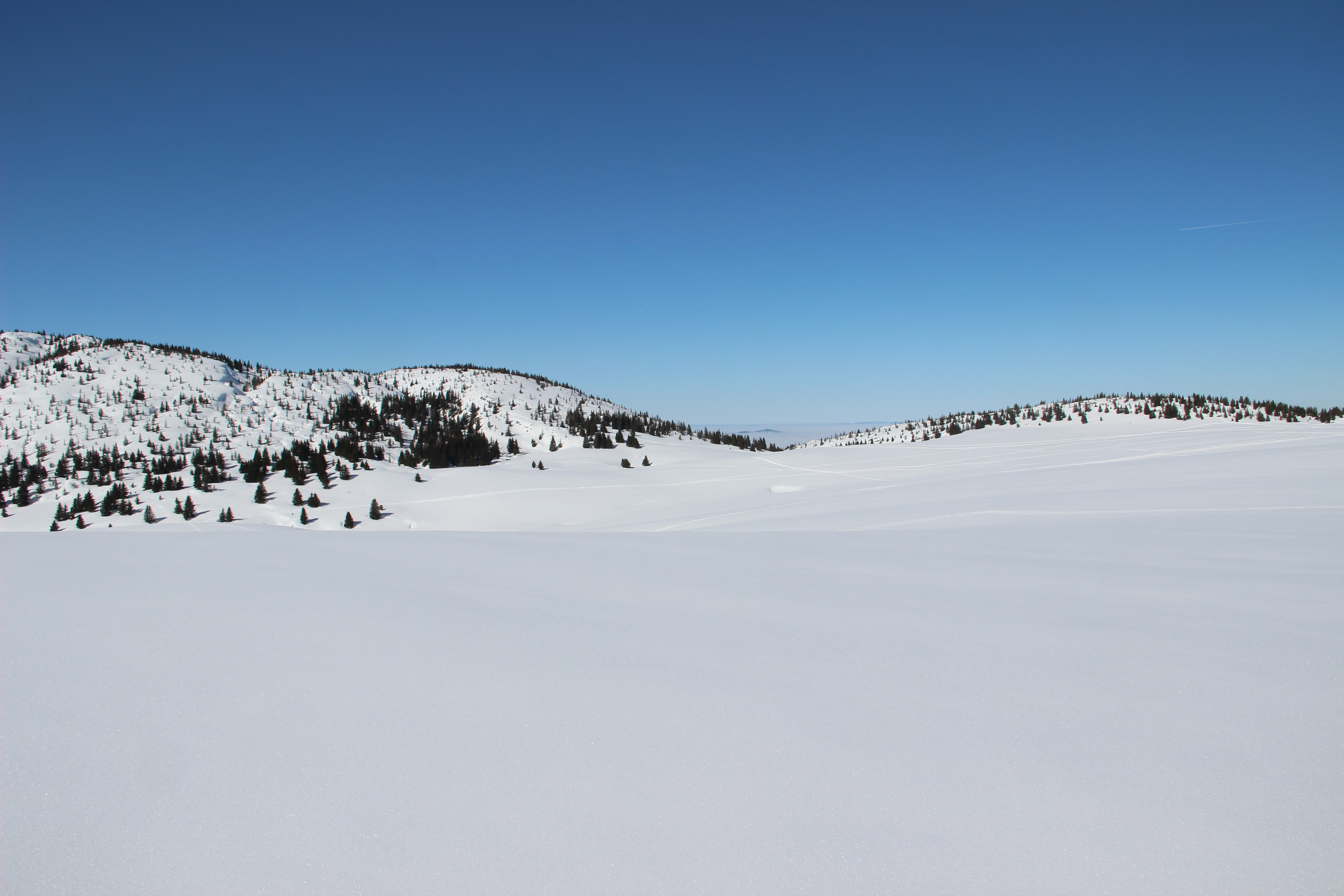
Vue enneigée du col de Cenise et des rochers de Leschaux à gauche depuis l'arête de Chevry au sud.